# كوتارو فوجيوارا
كوتارو فوجيوارا (باليابانية: 藤原 広太朗) (17 أبريل 1990 في إيتاباشي في اليابان – )؛ هو لاعب كرة قدم ياباني سابق كان يلعب كمدافع.

## وصلات خارجية
- كوتارو فوجيوارا على موقع رابطة كرة القدم اليابانية للمحترفين (اليابانية)
- كوتارو فوجيوارا على موقع قاعدة بيانات كرة القدم.إي يو (الإنجليزية)
- كوتارو فوجيوارا على موقع Soccerway.com (الإنجليزية)
- كوتارو فوجيوارا على موقع عالم كرة القدم.نت (الإنجليزية)